# Удвох на межі часу
«Удвох на межі часу» — радянський художній фільм 1989 року, знятий режисером Давидом Нацвлішвілі на кіностудії «Молдова-фільм».

## Сюжет
Після загибелі батька в автомобільній катастрофі підліток Еміль довго не може змиритися зі втратою. Коли мати приводить до будинку Мішу, Еміль починає підозрювати у майбутньому вітчимі винуватця смерті батька. Його підозри незабаром виправдовуються — і хлопчик тепер розуміє, що батько, дізнавшись про кохання Лучика і Мішу, добровільно пішов із життя.

## У ролях
- Ігор Кобилянський — Еміль
- Світлана Тулгара — Лучика
- Василе Брескану — Тудорел
- Грігоре Грігоріу — Мішу
- Світлана Тома
- Віктор Чутак — епізод
- Андрій Попа — епізод
- Ілона Волкун — епізод
- Сільвія Бєрова — епізод
- Наталія Березіна — епізод
- Ярослав Фенелонов — епізод
- Васіле Зубку-Кодряну — епізод
- Еміль Гажу — епізод
- Є. Абабій — епізод
- В. Бекет — епізод
- Міхай Курагеу — епізод
- Георгій Продан — епізод
- В. Тебурце — епізод
- Жан Кукурузак — шофер
- Михайло Бадікяну — епізод
- Єгор Зубарчук — епізод
- Д. Яцко — епізод
- Євгенія Тудорашку — епізод
- Євген Мизников — епізод
- Михайло Йорга — епізод
- Анна Белецька — епізод
- Олександр Брайман — епізод
- Іон Аракелу — епізод
- О. Єрохіна — епізод
- Костянтин Харет — епізод
- Ф. Рицой — епізод
- О. Тюлев — епізод
- С. Фокша — епізод
- Віктор Вукол — епізод
- Н. Марджине — епізод
- Іон Музика — епізод
- Юхим Лазарев — епізод
- С. Бренер — епізод
- Г. Бармусова — епізод
- Н. Дарій — епізод
- В'ячеслав Мадан — епізод
- Валеріу Цуркану — епізод
- В. Кучерявцев — епізод
- Валентин Стоянов — епізод
- Ф. Татару — епізод
- Андрій Соцкі — епізод
- Г. Перес — епізод
- І. Діордієва — епізод
- Раїса Федорова — епізод
- І. Молдовану — епізод
- А. Чолак — епізод
- Тетяна Саєнко — епізод
- Петро Хадирке — епізод
- Карп Якішин — епізод
- Ф. Змеу — епізод
- С. Грушан — епізод
- М. Рестеу — епізод
- Ф. Чиботар — епізод
- В. Іонеш — епізод
- Ф. Андріуце — епізод
- Роман Ємельянов — епізод
- Сергій Каплевацький — епізод
- Ян Аріс — епізод
- Сніжана Конєва — епізод
- Тіберіу Шеремет — епізод
- Олег Федулов — епізод

## Знімальна група
- Режисер — Давид Нацвлішвілі
- Сценарист — Еміль Лотяну
- Оператор — Олег Башнін
- Композитор — Георгій Мустя
- Художник — Аурелія Роман